# شین فین
شین فِیْن (به ایرلندی: Sinn Féin) تلفظ ایرلندی: [ʃɪnʲ ˈfʲe:nʲ]؛ تلفظ انگلیسی: ‎/ʃɪn ˈfeɪn/‎ shin-FAYN;) از احزاب جمهوریخواه ایرلندی است که در سرتاسر جزیره ایرلند فعال است.
شین فین در سال ۱۹۰۵ توسط آرتور گریفیث تأسیس شد.
شین فین از احزاب اصلی ایرلند شمالی و جمهوری ایرلند است. شین فین یک حزب از نظر ایدئولوژی سیاسی چپ، از نظر مذهب کاتولیک و از نظر سیاسی ملی گرا محسوب می شود. شین فین بزرگ‌ترین حزب ملی‌گرا و دومین حزب بزرگ در مجلس ایرلند شمالی است. این حزب در انتخابات ماه مارس ۲۰۱۷ میلادی توانست با کسب ۲۷٫۹ درصد از مجموع آرای اخذ شده، ۲۷ کرسی از ۹۰ کرسی مجلس ایرلند شمالی را از آن خود سازد. این حزب همچنین چهار پست وزارت را در قوهٔ مجریهٔ ایرلند شمالی در اختیار دارد. این حزب از ۱۸ کرسی ایرلند شمالی در مجلس عوام بریتانیا، صاحب ۷ کرسی است. شین فین سومین حزب بزرگ در پارلمان جمهوری ایرلند است.
رهبری این حزب با جری آدامز است. شین فن در زبان ایرلندی به معنای «ما خودمان» است. این گروه، مواضع چپ‌گرایانه نیز دارد.